# 颅骨骨折
颅骨骨折是指头骨部位出現骨折，颅骨骨折通常是钝性创伤（跌倒、交通事故或殴打）造成的。如果對頭骨冲击力过大，頭骨就有可能骨折，并对颅骨內的脑脊膜、血管和人腦造成损害。颅骨骨折時頭皮有可能被劃傷，也有可能不劃傷。